# Gottlieb Hünerwadel
Gottlieb Hünerwadel (* 7. Juni 1744 in Lenzburg; † 6. Januar 1820 ebenda; heimatberechtigt in Lenzburg) war ein Schweizer Industrieller, Politiker und Offizier. Von 1803 bis 1815 war er Regierungsrat des Kantons Aargau.

## Biografie
Gottlieb Hünerwadel war ein Sohn des Lenzburger Ratsherrn Johannes Hünerwadel (1698–1748) und dessen zweiter Ehefrau Anna Maria Bertschinger (1712–1781). Er hatte eine ältere Schwester Maria Elisabeth (1741–1802) sowie sechs Halbgeschwister aus der ersten Ehe des Vaters mit Barbara Lüscher. Zwei leibliche Geschwister und fünf Halbgeschwister überlebten das Kindesalter nicht. 1765 heiratete er die damals 24-jährige Elisabeth Hunziker, die aber bereits zwei Jahre später verstarb. Im Jahr darauf heiratete er erneut, diesmal die erst 18-jährige Elisabeth Saxer (1750–1828). Gemeinsam hatten sie sieben Kinder: Friedrich, Samuel, Gottlieb, Johann, Hieronymus, Elisabeth, und Katharina.
Er übernahm die von seinem Vater gegründete Rotfärberei sowie die vom Grossvater gegründete Bleicherei. Daneben betrieb er Handel mit Baumwolle, wodurch er zu einer der wohlhabendsten Personen im Berner Aargau aufstieg.
Nachdem er seit 1774 dem Kleinen Rat der Stadt Lenzburg angehört hatte, wurde er 1782 vom Rat der Stadt Bern als erster Aargauer Untertan überhaupt zum Regimentsmajor gewählt. Vier Jahre später folgte die Ernennung zum Departementsmajor, 1795 jene zum Oberstleutnant. Mit dem Zusammenbruch der alten Herrschaftsordnung wurde Hünerwadel ab 1798 der erste Präsident der Munizipalität Lenzburg. 1803 wurde er in den Grossen Rat des Kantons Aargau gewählt, dieser wiederum wählte ihn im selben Jahr in die Kantonsregierung. Er war für das Kirchen- und Erziehungswesen verantwortlich und präsidierte auch den Kommerzienrat. 1815 trat er als Regierungsrat zurück, 1818 auch als Grossrat.
Hünerwadel war als Förderer der Künste bekannt. In seinem Auftrag errichtete Carl Ahasver von Sinner 1784/85 ein herrschaftliches Anwesen im frühklassizistischen Stil, welches von der Aargauer Denkmalpflege zu den schönsten Bürgerhäusern des 18. Jahrhunderts gezählt wird. Es trägt heute die Bezeichnung Müllerhaus und ist Sitz einer kulturellen Institution.